# Sovana rosso riserva Merlot
Il Sovana rosso riserva Merlot è un vino prodotto nei territori comunali di Sorano, Pitigliano e Manciano, all'estremità sud-orientale della provincia di Grosseto, nel cuore dell'area del tufo.

## Invecchiamento
Il disciplinare prevede un obbligo di invecchiamento di 30 mesi.

## Caratteristiche organolettiche
- colore: rosso rubino con riflessi granati
- odore: fruttato, floreale, etereo
- sapore: caldo, secco, tannino raffinato, morbido, vellutato ed armonico.

## Produzione
Provincia, stagione, volume in ettolitri
- nessun dato disponibile